# Het Volksbelang
Het Volksbelang is een Belgisch Nederlandstalig liberaal tijdschrift.

## Historiek
Het eerste nummer van Het Volksbelang verscheen op 12 januari 1867 in Gent, het is daarmee het oudste nog bestaande liberaal Vlaams tijdschrift. Onder meer Julius Sabbe, Max Rooses en Julius Vuylsteke behoorden tot de vroegste redactieleden.
Van 1883 tot 1914 was Paul Fredericq hoofdredacteur van het blad. Tijdens de Eerste Wereldoorlog werd de uitgave gestaakt, tot het blad in 1925 werd heropgericht in Antwerpen. In 1935 verhuisde het opnieuw naar Gent.
Na de Tweede Wereldoorlog werd Het Volksbelang uitgegeven in Brussel onder de hoede van Het Laatste Nieuws en werd het een officieel ledenblad van het Liberaal Vlaams Verbond.
Huidig hoofdredacteur is Bert Cornelis. Het tijdschrift wordt integraal digitaal ontsloten door het Liberas.

## Ideologie
Het blad had steeds een antiklerikaal, sociaal en progressief Vlaamsgezind profiel. Zo werd gepleit voor de invoering van het algemeen stemrecht.
Het Volksbelang bood steeds een forum voor Vlaamsgezinde liberale politici, zoals Herman Vanderpoorten en Frans Grootjans. Het ijvert nog steeds voor een Vlaams en sociaal geïnspireerd liberalisme.

### (Voormalige) Hoofdredacteurs
| Tijdspanne   | Hoofdredacteur     |
| ------------ | ------------------ |
| ? - ?        | Julius Vuylsteke   |
| 1883 - 1914  | Paul Fredericq     |
|              |                    |
| 1925 - ?     | Victor Heymans     |
| 1935 - 1940  | Oscar Van Hauwaert |
|              |                    |
| ...          |                    |
| 1960 - 1970  | Piet Van Brabant   |
| 1971 - 1990  | Frans Strieleman   |
| 1990 - 1996  | Piet Van Brabant   |
| 1990 - heden | Bert Cornelis      |

## Bekende medewerkers
- Pol Anri
- Bert Cornelis
- Arthur Cornette
- Hendrik De Hoon
- Julius De Vigne
- Lodewijk De Vriese
- Paul Fredericq
- Frans Grootjans
- Jacob Heremans

- Victor Heymans
- Adolphe Hoste
- Julius Hoste jr.
- Albert Maertens
- Julius Pée
- Alfons Prayon-Van Zuylen[1]
- Victor Resseler
- Willem Rogghé[2]
- Max Rooses

- Julius Sabbe
- Leo Siaens
- Camiel Siffer
- Frans Strieleman
- Emiel T'Sjoen[3]
- Piet Van Brabant
- Oscar Van Hauwaert
- Julius Vuylsteke